# Reformierte Kirche Küsnacht
Die reformierte Kirche von Küsnacht ist eine gotische Landkirche im Kanton Zürich. Geweiht ist sie dem heiligen Georg, dessen Patrozinium 1332 erstmals genannt wird.

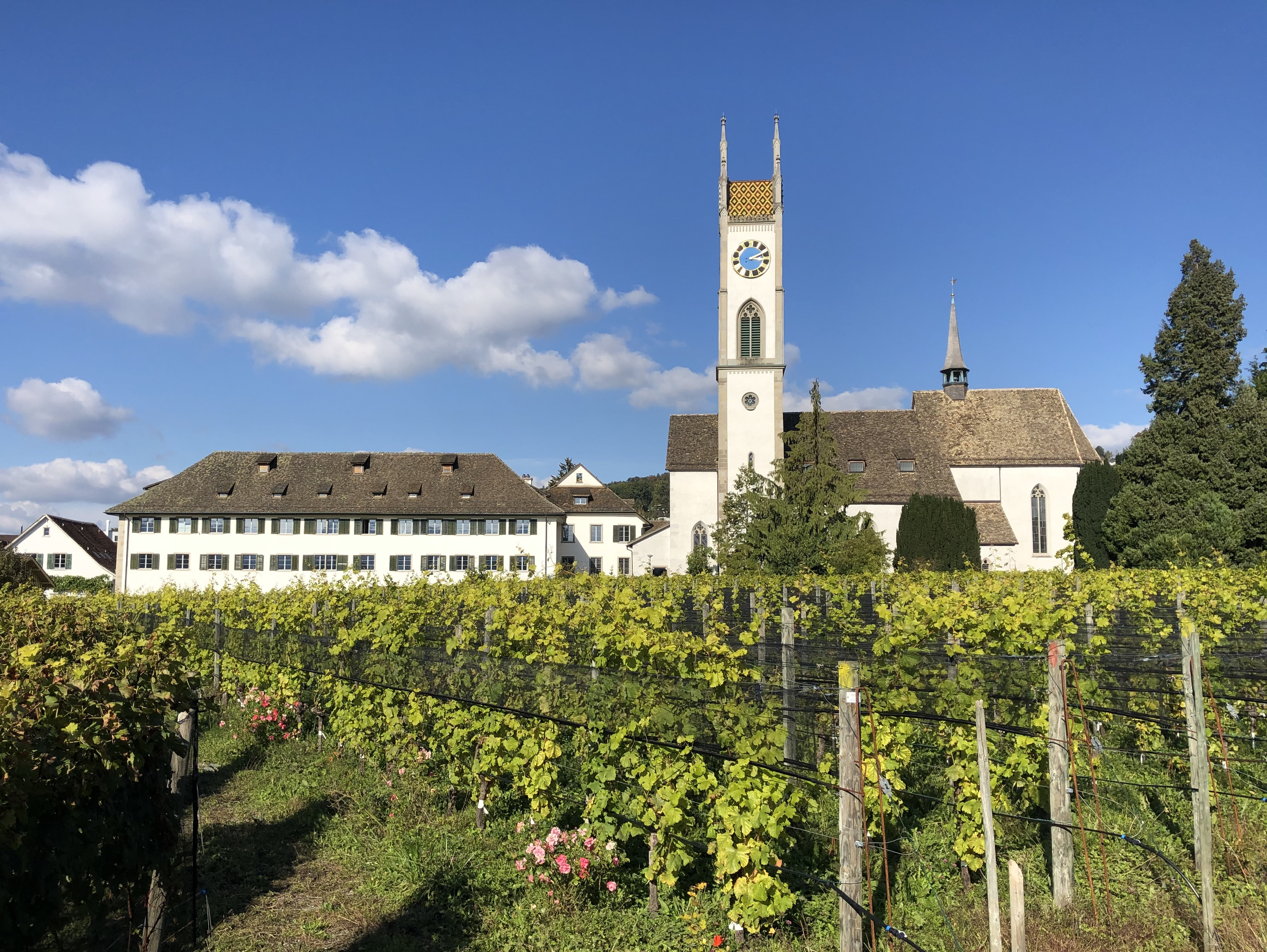
Reformierte Kirche und Johanniterhaus Küsnacht

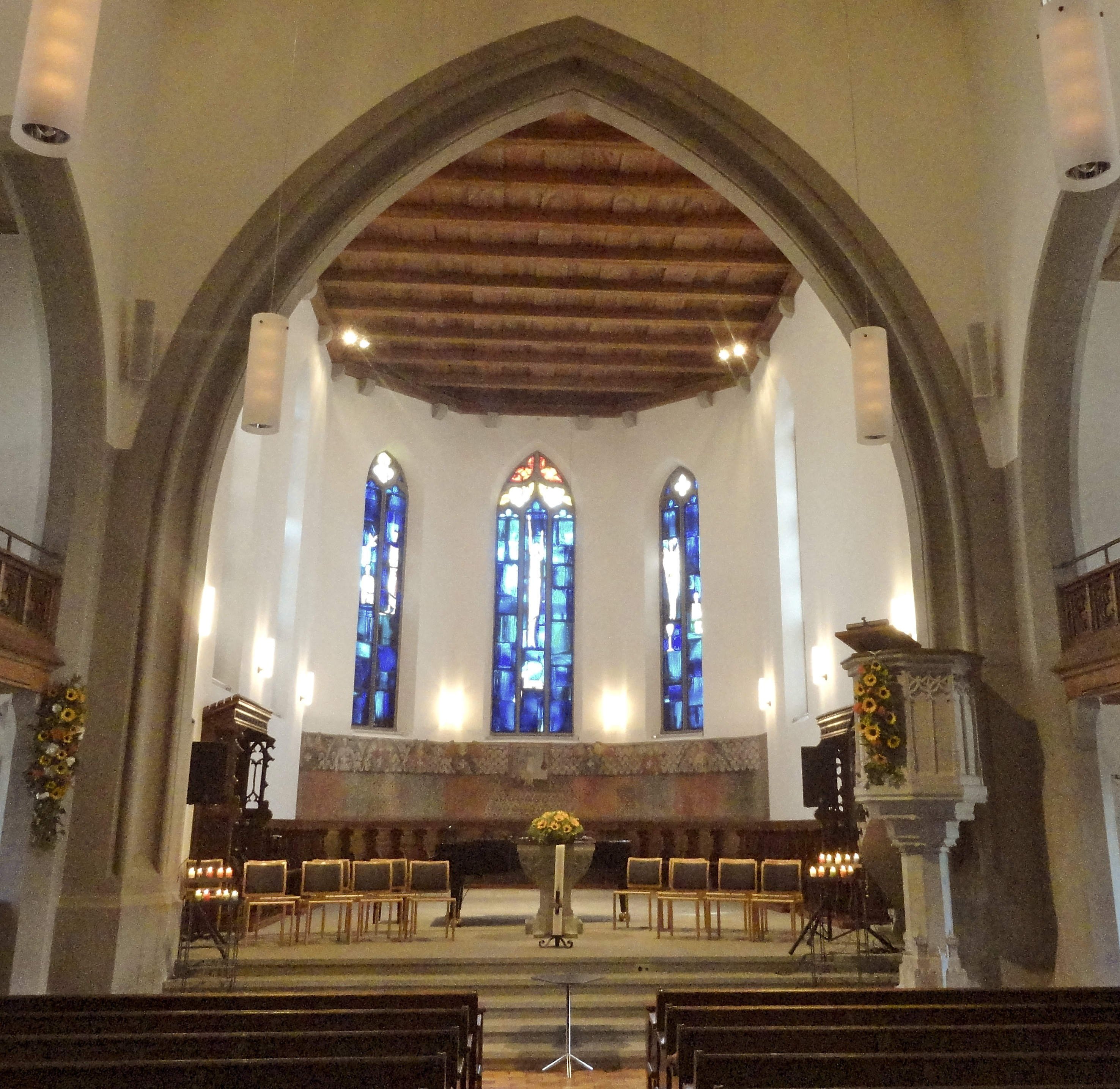
Blick zum Chor

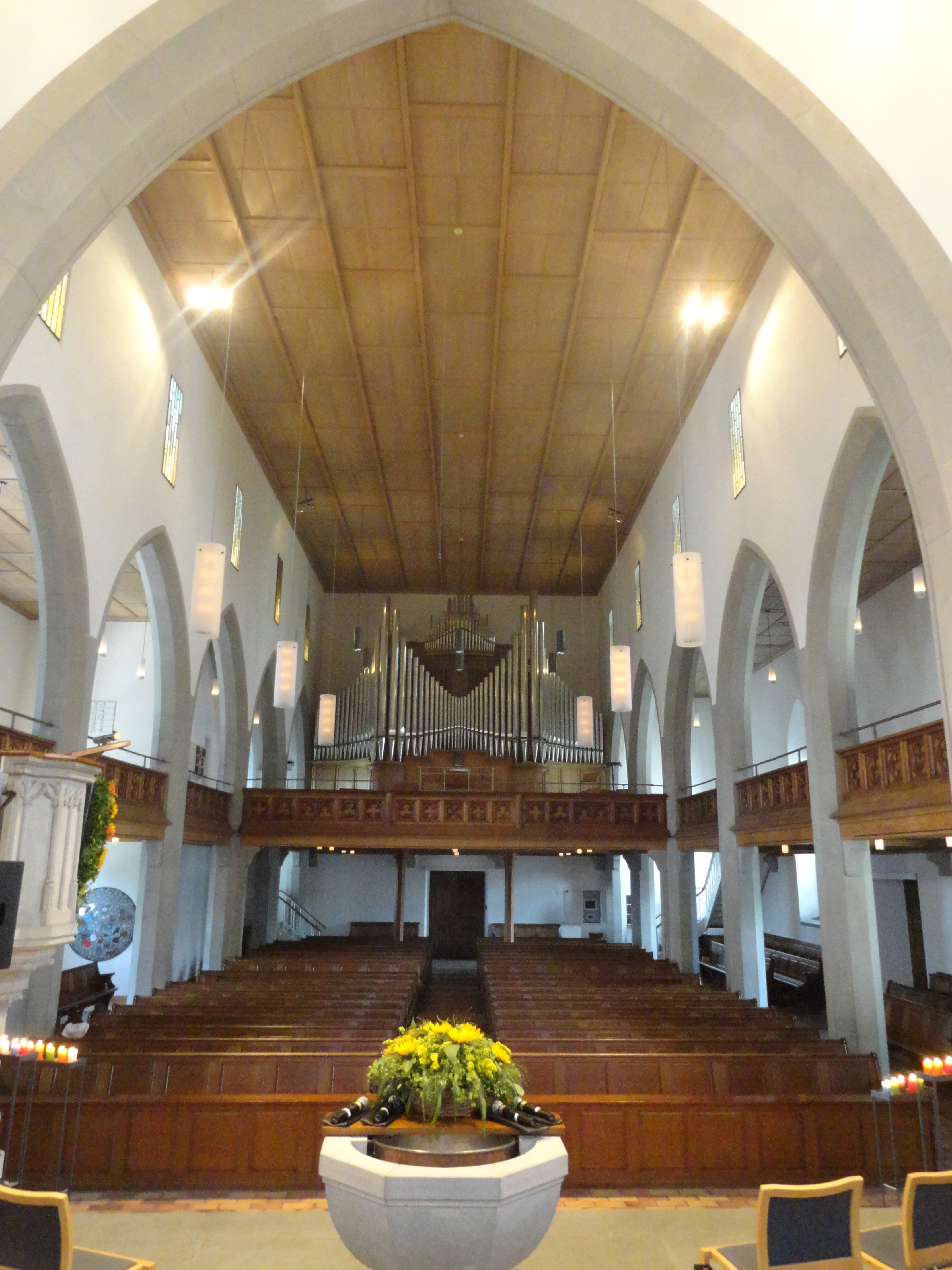
Blick zur Galerie

## Geschichte
Erstmals erwähnt wurde die Kirche 1188, als der Leutpriester Rudolf von Küsnacht in einem Gericht mitwirkte. 1238 kam der Kirchensatz an die Freiherren von Tengen und nach mehreren Besitzerwechseln 1319 an die Zürcher Ritterfamilie der Mülner, die sich vor Zürich ein kleines Herrschaftsgebiet aufgebaut hatten. Nach erneuten Wechseln verkauften die Freiherren Konrad und Johannes von Tengen am 26. März 1358 den Kirchensatz für 1093 Mark Silber an Graf Hugo von Werdenberg-Sargans, Grossprior der Johanniter und Komtur von Bubikon. Der Preis entsprach damals einem Wert von rund 250 Kilogramm Silber. Die Inkorporation der Küsnachter Kirche in die oberdeutsche Johanniterprovinz erfolgte am 5. März 1366. Erster Komtur der neuen Kommende wurde der Zürcher Burkhard Bilgeri.
Nachdem der letzte Komtur Konrad Schmid, ein Freund Huldrych Zwinglis, 1531 in der Schlacht bei Kappel gefallen war, übernahm der Zürcher Rat die Ordensgebäude und machte aus ihnen das «Amt Küsnacht», das bis 1833 bestand. Komtur Schmids Nachfolger wurde Jodocus Kilchmeyer (1531–1546); der letzte Pfarrer, der als Vertreter zürcherischen Staatskirche wirkte, war der Küsnachter Balthasar Bullinger (1824–1844), der zugleich als erster Geistlicher unter dem neuen zürcherischen Kirchengesetz von 1831 amtete. Mit dem neuen Gesetz wurde 1833 auch das Amt Küsnacht aufgehoben. In das frei gewordene Amtshaus des letzten Amtsinhabers Hans Jakob Usteri zog 1834 das junge Lehrerseminar.

## Baugeschichte
Die Entdeckung eines Friedhofs aus dem 9. bis 11. Jahrhundert unter dem Singsaal der heutigen Kantonsschule im Jahr 2018 legt eine Entstehung der Küsnachter Kirche weit vor ihrer ersten schriftlichen Erwähnung nahe.
Die erste Kirche, die 1188 als Ecclesia de Chusennacho erwähnt wird, war vermutlich eine grössere Kapelle, der später ein Langhaus angefügt wurde. Es ist anzunehmen, dass sie über einem oder zwei Vorgängerbauten errichtet wurde.
Um 1336 wurde das einschiffige Gebäude zur dreischiffigen Basilika ausgebaut. Mit der Gründung der Johanniterkomturei Küsnacht wurde sie 1358 zur Ordens- und Komturkirche. Unter Komtur Johannes Staler wurden 1411 die Konventsgebäude erneuert und erweitert; damals bekamen sie ungefähr den heutigen Umfang.
Ihr heutiges spätgotisches Aussehen erhielt die Kirche 1482 während der Amtszeit des Komturs Werner Marti. Die Kirche, damals schon 150 Jahre im Besitz des Ordens, war den Ansprüchen der immer noch aufstrebenden Kommende nicht mehr gewachsen und wurde unter seiner Führung wesentlich erweitert. Der Chor wurde neu gebaut und die Wandmalereien entstanden. Chor und Seitenschiffe wurden durch unterschiedlich geformte Bögen abgegrenzt. 1524 wurde die hölzerne Empore eingebaut.
1755 wurde der baufällig gewordene Turm durch einen massiveren ersetzt, der seinerseits 1857 durch Johann Caspar Wolff im neugotischen Stil neu gestaltet und mit Fialen bekrönt wurde; anstelle des spätgotischen Spitzhelms trat ein Satteldach.
Durch den Umbau von 1886/87 unter den Architekten Karl Knell d. Ä. und Jacques Kehrer erhielt das Kircheninnere sein heutiges neugotisches Aussehen. Die drei Rundbögen wurden abgerissen und gegen den Chor durch einen gotischen Spitzbogen, gegen die Seitenschiffe durch Säulenpaare im gotischen Stil ersetzt. Im Chorhimmel entstand ein Sternengewölbe. 1939/40 wurden anlässlich einer Renovation unter Karl Knell d. J. manche von den damals beigefügten Elementen wieder entfernt; unter anderem wurden die Dekorationsmalereien an den Wänden entfernt und der Sternenhimmel im Chor durch eine einfache Holzdecke ersetzt. Eine Aussenrenovation unter Peter Gemann fand 1983/84 statt, eine weitere im Sommer 2012.

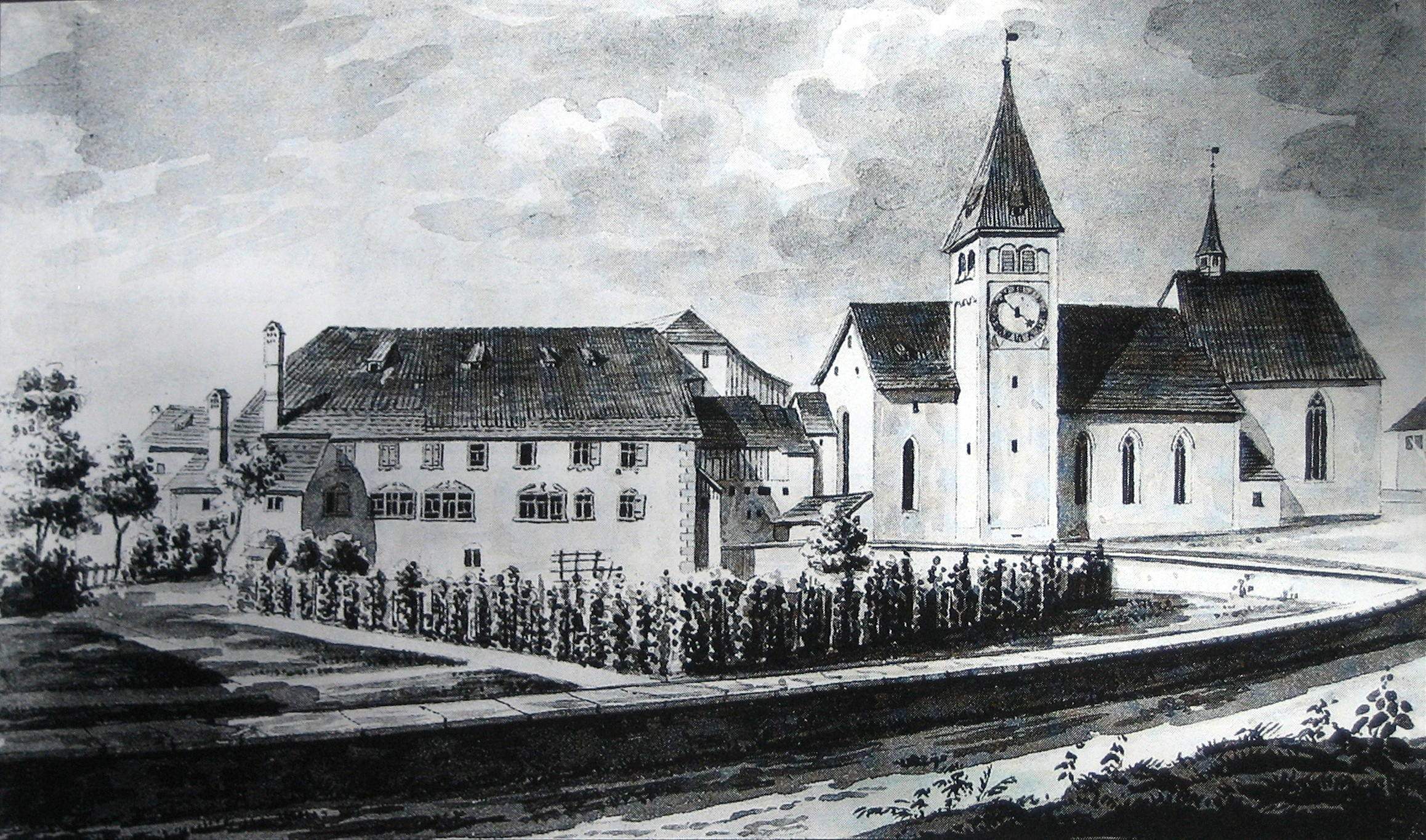
Um 1650
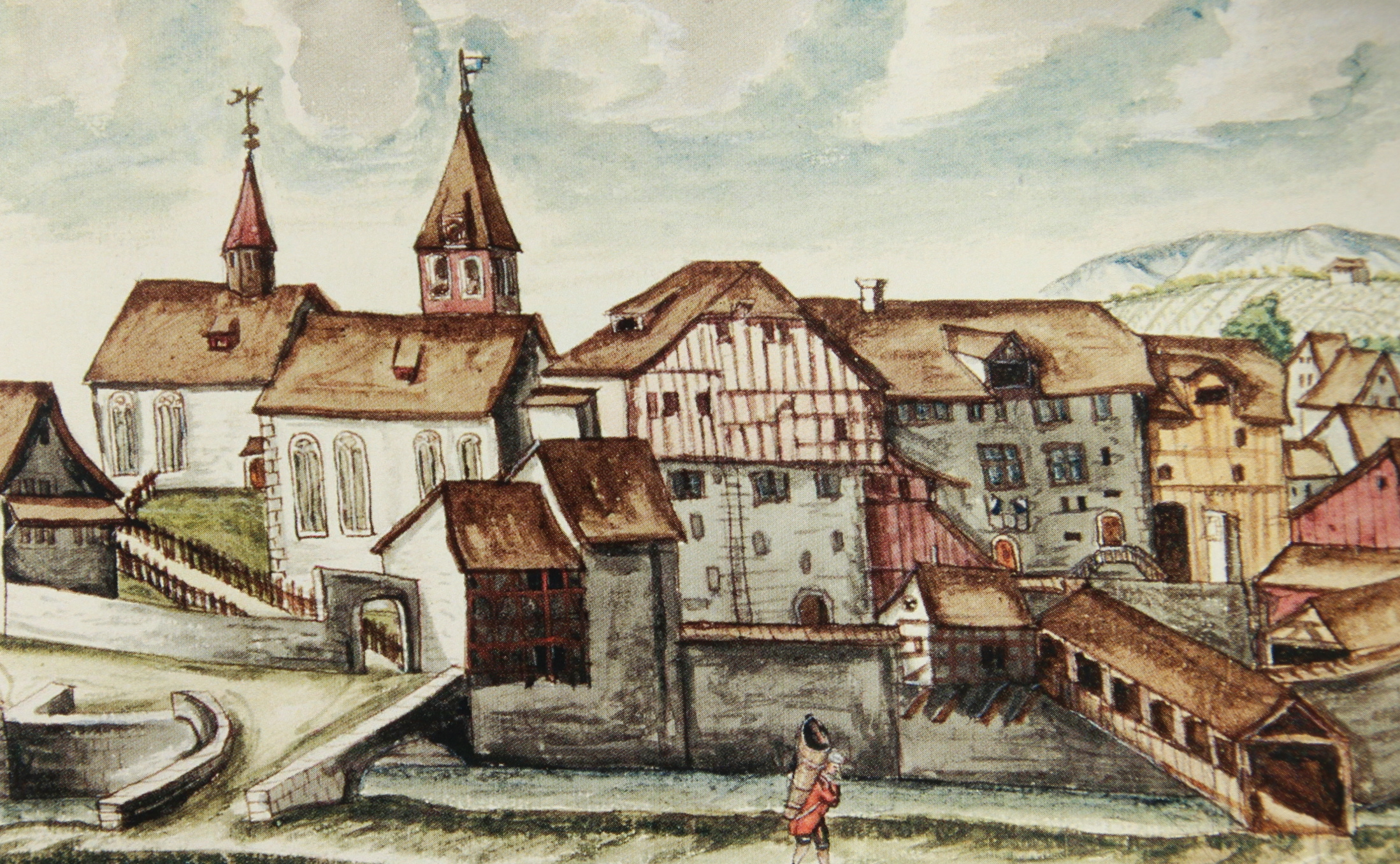
1778, von Norden
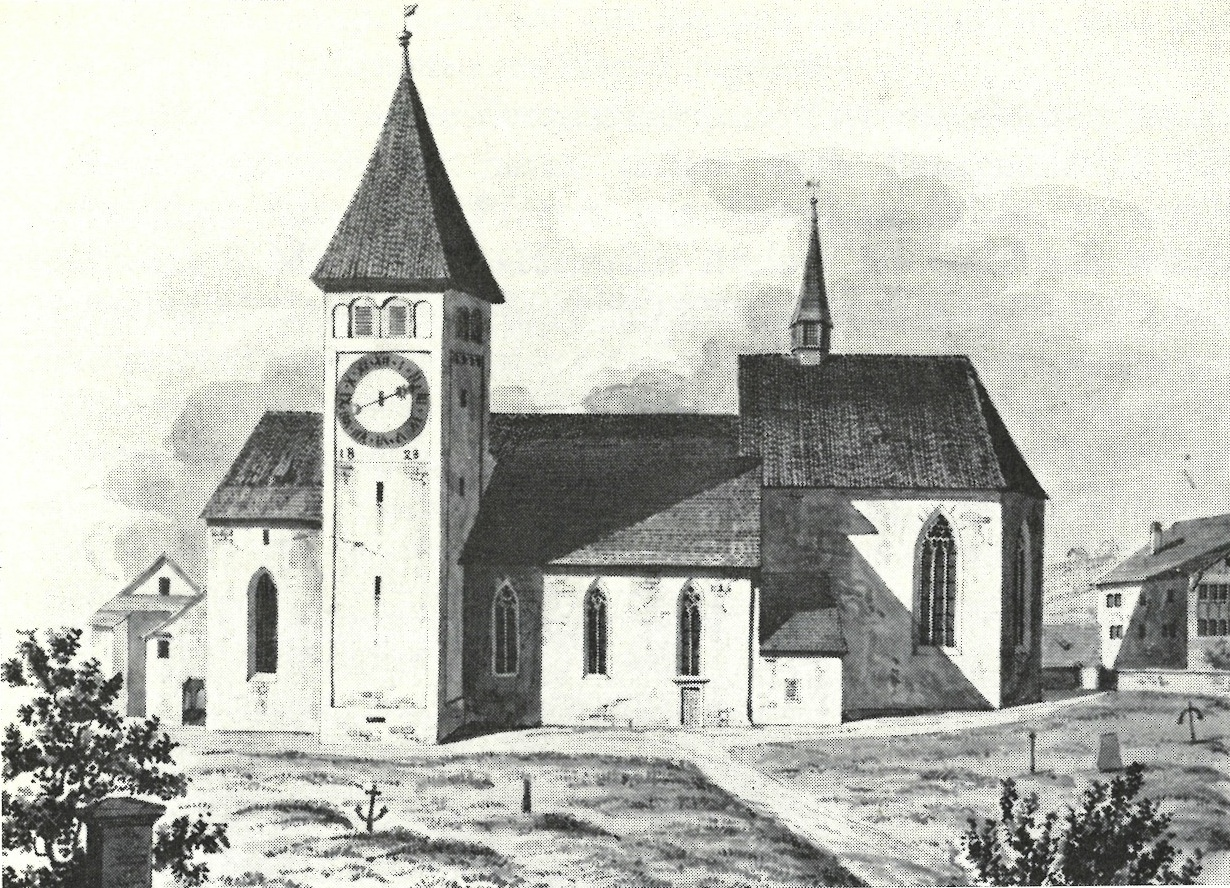
Um 1850
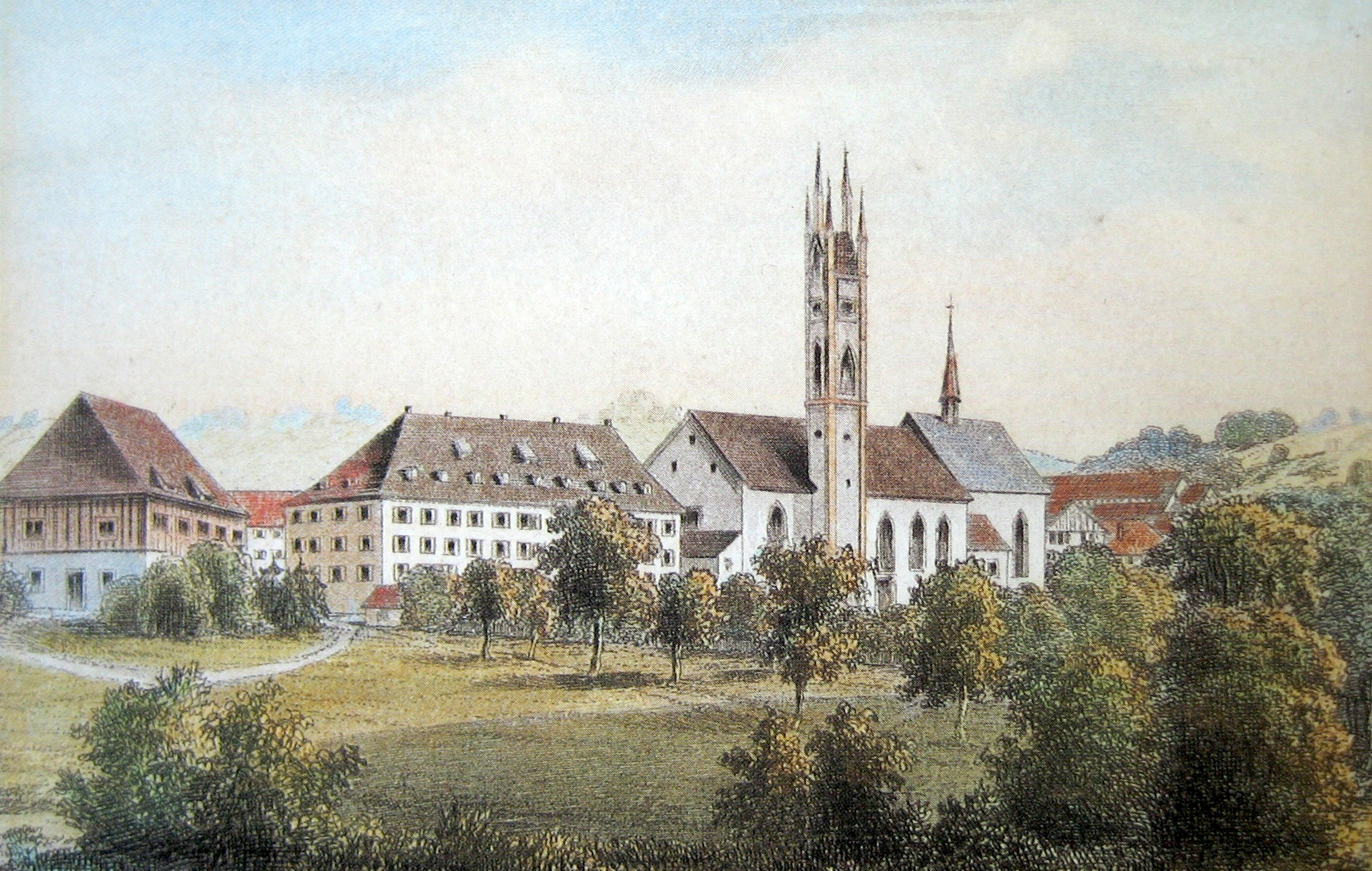
Um 1900

## Äusseres
Die verschiedenen Teile der Kirche unterscheiden sich deutlich durch verschiedene Firsthöhen. Die Kirche verfügt über ein grosses Walmdach und einen erhöhten polygonalen Chor mit achteckigem Dachreiter. Die Fassaden sind durch hohe Masswerkfenster geprägt. An die Kirche schliessen im Westen die Gebäude des ehemaligen Johanniterhauses an, die heute einen Teil der Kantonsschule beherbergen.

## Innenraum

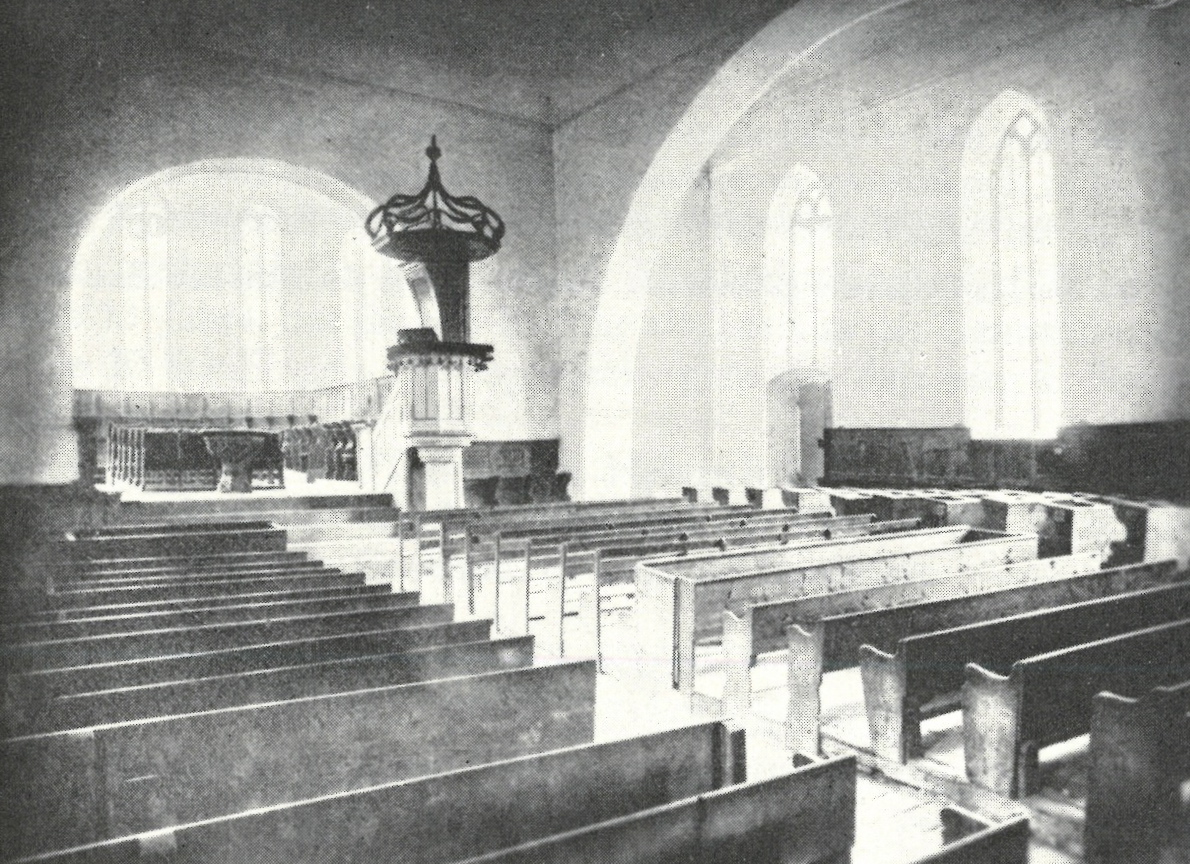
Zustand 1886 mit den Rundbögen gegen Chor und Seitenschiffen. Im Chor die Täferung, hinter der sich die Wandmalereien verbergen

Das Innere vermittelt durch das breite Mittelschiff, die hohen Arkaden und den erhöhten weiten Chorraum einen ausgewogenen Raumeindruck. Taufstein und Kanzel hervorragende Zeugnisse spätgotischer Steinmetzkunst, liess Komtur Konrad Schmid 1528 anfertigen; sein Wappen ist am Taufstein eingemeisselt. Vom kunstvoll geschnitzten Chorgestühl aus der Spätgotik haben sich auf jeder Seite noch drei Sitze erhalten. 1887 wurde der Innenraum im neugotischen Stil umgestaltet. Auf diesen Umbau gehen der Chorbogen, die Bögen zu den Seitenschiffen und die Emporen zurück. Die Kuhn-Orgel wurde 1940 eingebaut und 1973, 1991 und 2008 durch die Erbauerfirma erweitert und renoviert. Zusätzlich befindet sich eine Truhenorgel von Bernhard Fleig aus dem Jahr 1980 in der Kirche. Die Farbglasfenster von Gian Casty (1914–1979) entstanden 1970. 

## Wandmalereien

### Geschichte
Die Malereien im Chor entstanden 1482 oder wenige Jahre danach. In Auftrag gab sie Komtur Werner Marti, der von 1478 bis 1496 dem Orden der Johanniter vorstand.
Unter dem letzten Komtur Konrad Schmid (1515–1531) wurde der Orden trotz grossem Widerstand reformiert. Die Kirche diente fortan als reformiertes Gotteshaus; die Malereien wurden übermalt. So geschützt überstanden sie die Barockisierung von 1773 und eine Renovation im frühen 19. Jahrhundert.
Wiederentdeckt wurden sie 1886 anlässlich einer Renovation. Zu verdanken ist dies dem Kunsthistoriker Johann Rudolf Rahn, der vom Kunstmaler Ludwig Vogel darauf aufmerksam gemacht worden war, dass anlässlich der Renovation von 1857 eine vollständige Ausmalung des Chors zum Vorschein gekommen sei. Erhalten haben sich die Teile der Bemalung, die hinter einer Wandtäferung verborgen waren; der Rest der Bemalung wurde wohl 1857 zerstört. Nach ihrer Freilegung wurden sie jedoch erneut hinter einer Täferung verborgen, bis sie 1923 erneut freigelegt und restauriert wurden. 1939/40 wurden sie erneut restauriert.

### Motive
Die Malereien gliedern sich in zwei horizontale Zonen. Unmittelbar unter den hohen Fenstern des dreiseitig geschlossenen Chors verläuft ein 70 Zentimeter hohes Band mit der Darstellung von halbfigurigen Engeln mit Kreuzmedaillons. In ihren Händen halten die Engel eine goldene Stange, an der an Ringen Damast- und Brokatteppiche scheinbar aufgehängt sind. Dadurch werden die beiden Streifen inhaltlich miteinander verbunden.
Im Chorscheitel ist im umlaufenden Bildstreifen ein nahezu quadratischer Rahmen ausgeschieden, in dem Christus als Schmerzensmann dargestellt ist, umgeben von seinen Leidenswerkzeugen. Zur Rechten Christi ist die kniende Gestalt des betenden Stifters Werner Marti abgebildet. Hinter ihm steht sein Schild mit Traubenranke und dem roten Johanniterkreuz in der rechten oberen Ecke.

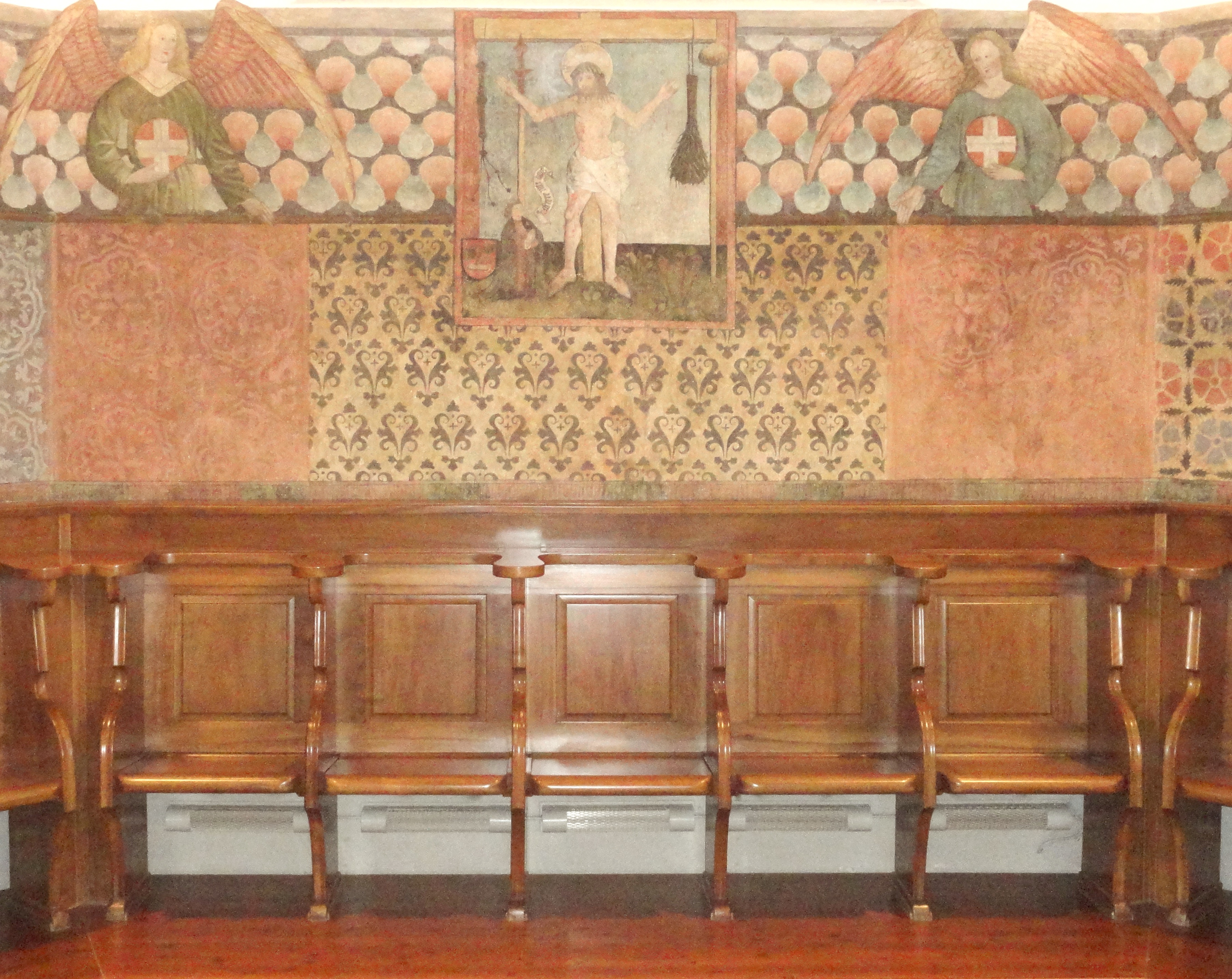
Chorscheitel
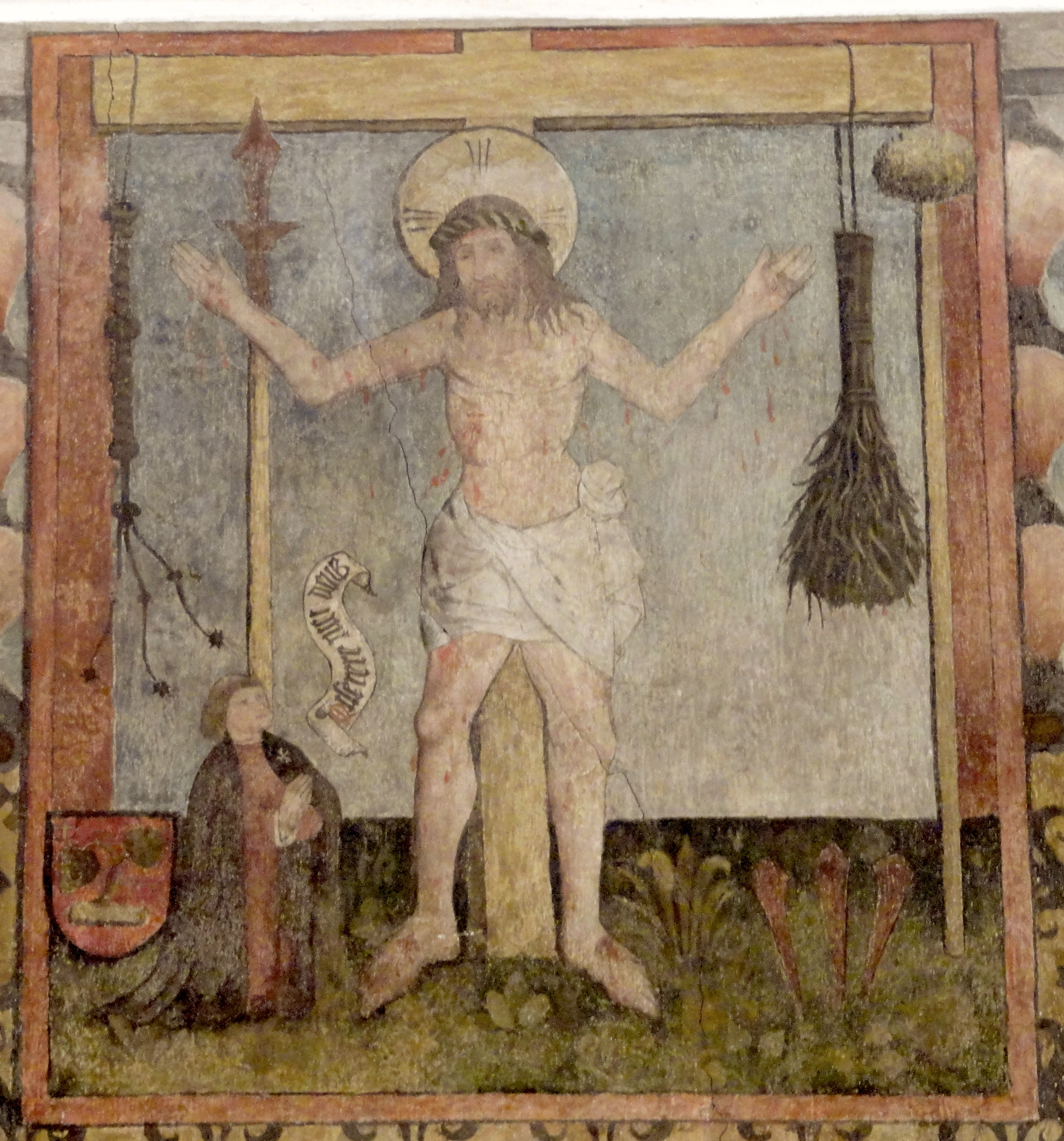
Schmerzensmann mit Stifterfigur
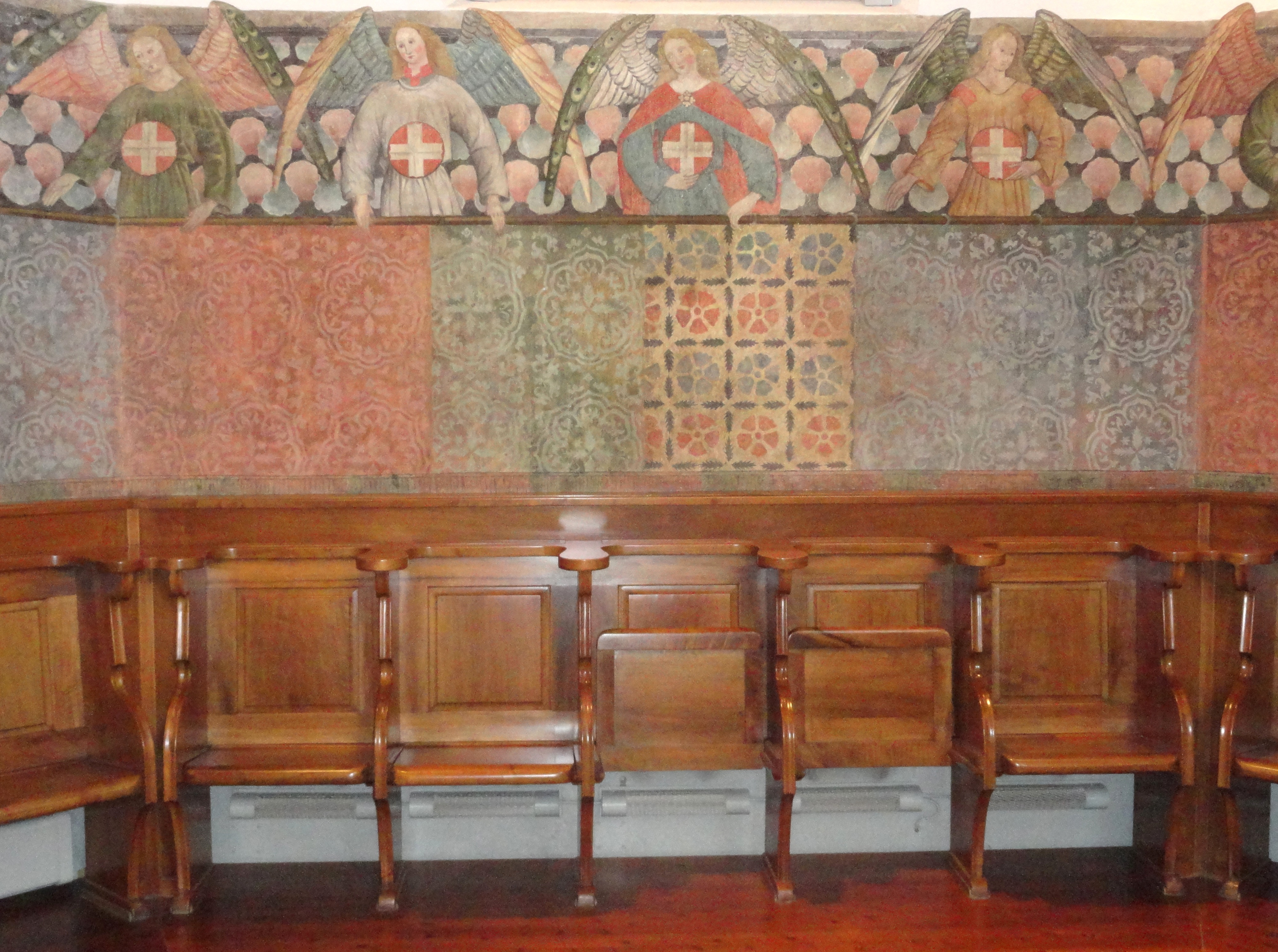
Engel halten kostbare Stoffe